# Бен Френкс
Бен Френкс (енгл. Ben Franks; 27. март 1984) професионални је рагбиста и репрезентативац Новог Зеланда, који тренутно игра за Хјурикејнсе. Висок 185 цм, тежак 120 кг, Френкс игра на позицији стуба у првој линији. Френкс је један од најснажнијих рагбиста на јужној хемисфери ( 300 кг Чучањ ) и власник је теретане у граду Крајстчерч. У ИТМ Купу играо је за Кантербери, Тасман и Хокс Беј, а у најјачој лиги на свету играо је за Крусејдерсе 6 година, пре него што је 2012. прешао у Хјурикејнсе. Дебитовао је за "ол блексе" против Самое 2009. До сада је за репрезентацију одиграо 45 тест мечева и постигао 2 есеја. Освајао је са репрезентацијом титулу првака света и титулу првака јужне хемисфере.